# 白紋歧鬚鮠
白紋歧鬚鮠（拉丁語：Synodontis albolineatus），為輻鰭魚綱鯰形目倒立鯰科的其中一種，為熱帶淡水魚，分布於非洲Ntem及Ivindo河流域，體長可達17.2公分，棲息在底中層水域，生活習性不明。